# 김지윤 (1984년)
김지윤(1984년 ~ )은 대한민국의 사회운동가이다. 2012년 당시 제주해적기지 발언 때문에 누리꾼들 사이에서 ‘해적녀’라는 별칭을 얻기도 했다. 노동자연대 단체의 회원이기도 하다.

## 생애

### 어린 시절
1984년 9월 17일 경상남도 마산시 (現 창원시)에서 출생하여 성장했고 마산제일여자고등학교를 나왔다.

### 학창 시절
2003년 고려대학교 문과대학 사회학과에 입학하였다.

#### 고려대학교출교 조치
고려대학교는 2005년 통합한 고려대학교 병설 보건대 학생의 총학생회 투표권을 인정하지 않았다. 2006년 4월 5일 병설 보건대생의 총학생회 투표권을 인정을 요구하며 17시간 동안 보직교수 9명을 대학본관 건물 2층과 3층 계단 사이에 억류했던 학생 19명에 대해 출교 조치를 하는 등의 중징계를 내렸다. 이에 따라 시위 주동자였던 김지윤도 고려대학교 측으로 출교처분을 받았다. 출교란 학생에 관한 기록을 모두 지우고 재입학이 불가능하게 하는 징계로, 퇴학보다 무거운 최고 수위의 징계이다. 고려대는 “억류사태 이후 14일과 17일에 걸쳐 상벌위원회를 열어 논의한 결과 주동자 중 7명을 출교조치하고 (김지윤 포함) 5명을 유기정학 1개월(수업을 포함해 모든 학교활동 금지), 7명을 견책(수업을 제외한 모든 학교 활동 금지) 1주일에 처하기로 결정했다”고 19일 밝혔다.
이후 출교되었던 학생들은 텐트 농성 같은 학내 투쟁과 법정 싸움을 통해 2년 만에 출교를 무효화했다.
2012년 6월 21일 서울고등법원은 고려대학교 재단에게 김지윤 등 5명한테 각각 500만 원씩 배상하라고 판결했다.

#### 한승수 총리와의 대화
2008년 6월 6일 당시 고려대학교 4학년 김지윤은 한승수 총리와의 대화에서
이명박 대통령이 고려대학교 선배이신데 요즘처럼 고려대학교를 다니는 것이 부끄러울 때가 없다며 미국산 쇠고기가 안전한데 왜 유럽의 국가들은 먹지 않냐고 지적했다. 또한, 광우병의 원인은 동물성 사료정책 때문인데 미국은 동물성 사료정책을 버리지 못하고 있으며 이런 쇠고기의 0.1%만을 검사하고 있다고 지적하며, 광우병이 발생하면 수입하지 않겠다고 말했으나 미국이 아니다라고 이야기했을 때 어떻게 대처를 할 것이냐고 물었다.
한승수 총리에게 “과거 전두환 독재정권에서 국보위에 가담한 것으로 안다”며 “그래서 국민의 정당하고 평화적인 목소리를 짓밟는 20년전에도 끔찍했던 그 일들을 하고 계시냐”고 강하게 비판하였다.

#### 100분 토론시민논객 출연
한승수 총리와의 대화에서 유명해진 김지윤은 2008년 6월 12일 문화방송의 100분 토론의 시민논객으로 출연하였다. 시민논객으로 출연해 한나라당 장광근 의원에게 “처음에 국민들이 원했던 것은 30개월 이상 된 쇠고기는 식탁에 올리지 않는 것이라는 주장에 대해서 완전히 잘못알고 계신다”며 “지금 국민들은 전면 재협상을 원하고 있다”고 주장했다.
그리고 “추가협상이 재협상에 준하는 것이라고 했으나 뭐가 바뀌는 것인지 모르겠다”며 30개월 이상된 소에서도 광우병이 발생한다는 것은 과학적인 통계이고, 이번 추가협상에서도 특정 위험 물질이 들어올 위험성이 있다고 추가협상의 문제점을 지적하였다. 미국소의 20%만이 이력추적이 가능하고 월령을 확인하는 치아감별법을 쓰는데, 미국 교과서에서도 이 방법이 굉장히 불안전하다고 이야기하고 있으며, 살코기만 수입하는 지난 협상에도 고시를 5차례나 어긴 미국을 자율규제를 한다는 것은 속편한 생각이라고 비판하였다.
또한, “재협상 안된다라고 말씀하시는데 국민들이 죽고사는 문제가 가장 중요한 문제가 아니냐”며 “그래서 일본은 국제 수역 사무국보다 더 엄격한 기준은 20개월 미만의 쇠고기만 수입하는 것”이라고 발언하였다. 그리고 “미국은 자기들의 이익을 위해서라면 국회비준이 되고있는 페루와의 자유 무역 협정에서도 재협상을 요구했다”며 “우리는 왜 그렇게 하지 못하냐”며 정부의 태도를 비판하였고, “국민들의 목소리를 무시하고 계속 이런식으로 꼼수를 부린다면 광우병대책회의가 이야기 했듯이 정권퇴진운동으로 나아갈 수밖에 없다”고 주장했다.

#### 주성영 의원 명예훼손 고소
한나라당 주성영 의원은 문화방송의 100분 토론에서 “김지윤은 고려대학교에서 제적을 당한 학생”이라고 발언하면서 “고려대학교 학생이 아니고, 민주노동당의 당원이며 각종 대통령 선거나 국회의원 보궐선거에서도 선거운동을 한 정치인”이라고 했으나 김지윤은 이에 대해 “재작년 출교조치를 당한 후, 작년 법원의 무효판결을 받고 현재 재학 중”이라며 주성영 의원을 명예훼손으로 고소하였다. 이후 1심에서 승소판결을 받았다.

#### 구속
서울 서대문경찰서는 김지윤을 2009년 2월 14일 용산4구역 남일당 화재 사건 추모집회에서 불법시위를 한 혐의로 2009년 5월 28일 서울특별시 동대문구 제기동에서 체포하였다.

## 논란

### 제주해적기지 발언
김지윤은 2012년 3월 4일 자신의 트위터에 ‘제주 해적기지 반대. 강정을 지킵시다’라고 적힌 미국 애플사의 아이패드 태블릿 컴퓨터를 든 사진과 함께 “안녕하세요, 김지윤이라고 합니다. 제주 ‘해적기지’ 반대 합니다! 강정마을, 구럼비 바위 지켜냅시닷! 인증샷에 함께 동참해요”라는 글을 남겼다. 이러한 발언으로 대한민국 해군을 해적으로 지칭했다는 내용에 대해 논란이 있었다.

한편, 해적이라는 표현은 대한민국 해군이 강정마을에 대한민국 해군기지를 건설하는 과정에서 주민들이 가장 먼저 사용하였다고 알려졌다.
2007년 4월 26일, 대한민국 해군은 1500명의 강정마을 주민들이 대부분 반대하는 상황에서 87명을 회유하여 유치를 시작했다. 같은 해 8월 26일 마을 주민 총회 투표에 1,050명 유권자 가운데 726명이 참석을 했고 참석한 주민의 94%인 640명이 반대했다.(이후 2010년 8월에 재투표. 648명 참여, 찬성 492표 반대 144표 무효 12표)
김지윤은 2012년 3월 8일 해적 논란에 대한 반박글을 올렸다.
2012년 3월 9일 대한민국 해군은 김지윤의 ‘해적기지’ 발언이 해군의 명예를 크게 실추시켰다고 보고 김지윤을 고소하였다.
천안함 침몰 사건 유족자들도 “내 아들이 해적질하다 죽었나”, “우리 바다를 지키는 해군을 소말리아 해적 취급하다니. 당신들의 아들, 오빠가 죽어도 이런 말이 나옵니까?” 라고 하며 김지윤의 발언을 규탄하였다.
2012년 7월 5일 김지윤은 서울특별시 마포구 아현동 마포경찰서 앞에서 기자회견을 하고 “‘해적’이라는 표현은 오래전부터 주민과 활동가들이 써왔던 것”이라며 “평화를 위협하고 주민의 반대 목소리를 폭력적으로 짓밟는 해군 당국과 이명박 정부는 해적과 다를 바 없다”고 주장하였다. 또 “정부와 해군이 ‘해적’ 표현을 꼬투리 잡아 구럼비 폭파 이후 악화하던 여론을 물타기 하려 한다”며 고소 취하와 수사 중단을 촉구했다.

## 활동
김지윤은 다함께가 주최하는 맑시즘 (행사)2012 행사에 연사로 참가했다.

## 같이 보기
- 2008년 대한민국 미국산 쇠고기 수입 협상 논란